# شهرستان بگام
شهرستان بِگام یا پِگام (به کره‌ای: 백암군) یک شهرستان در شمال کره شمالی است که در تابعیت استان ریانگ‌گانگ واقع شده‌است.
در دسامبر ۱۹۵۲ میلادی، این شهرستان در تابعیت استان هامگیونگ شمالی از بخش‌هایی از شهرستان گیلجو و شهرستان موسان، با نام شهرستان سامسا (به کره‌ای: 삼사군)، به مرزکیت «شهرک سامسا» تاسیس شد.
در اکتبر ۱۹۵۴ میلادی، با تاسیس استان ریانگ‌گانگ از مناطق شمالی استان هامگیونگ جنوبی، این شهرستان نیز از استان هامگیونگ شمالی جدا شده و به این استان جدید ملحق شد. در همین زمان، مرکز شهرستان از «شهرک سامسا» به «منطقهٔ کارگری بِگام» منتقل شد. «شهرک سامسا» به «منطقه کارگری یونام» تغییر نام داد، و «منطقهٔ کارگری بِگام» به «شهرک بِگام». نام این شهرستان نیز به «شهرستان بِگام» تغییر کرد.
در دسامبر ۱۹۶۱ میلادی، مرکز شهرستان بار دیگر منتقل شد. این بار، مرکز شهرستان از «شهرک بِگام» به «منطقه کارگری یونام» (شهرک سامسای سابق) منتقل شد. «شهرک بِگام» به نام سابق خود،‌ «منطقهٔ کارگری بِگام»، برگشت، و «منطقه کارگری یونام» به «شهرک بِگام» تغییر نام داد.
در ژوئن ۱۹۹۰ میلادی، منطقهٔ کارگری وون‌بونگ از شهرستان ده‌هونگدان ضمیمهٔ این شهرستان شد.

## تقسیمات اداری
شهرستان بِگام به ۱ شهرک، ۱۹ منطقهٔ کارگری، و ۴ روستای تابعه تقسیم شده است.
| - ‌ شهرک‌ها - بِگام (백암읍، Paegam-ŭp) - مناطق کارگری - اوکچون (옥천로동자구، Okch'ŏl-lodongjagu) - اون‌دوک (은덕로동자구، Ŭndŏng-rodongjagu) - باکچون (박천로동자구، Pakch'ŏl-lodongjagu) - بِگام (백암로동자구، Paegam-rodongjagu) - بوهونگ (부흥로동자구، Puhŭng-lodongjagu) - جونگسان (증산로동자구، Chŭngsal-lodongjagu) - چونسو (천수로동자구، Ch'ŏnsu-rodongjagu) - چونگ‌بونگ (청봉로동자구، Ch'ŏngbong-rodongjagu) - دونگ‌گیه (동계로동자구، Tonggye-rodongjagu) - دونگ‌نیپ (덕립로동자구، Tŏngrim-rodongjagu) - ده‌تِک (대택로동자구، Taet'aeng-rodongjagu) | - مناطق کارگری (ادامه) - سامسوپونگ (삼수평로동자구، Samsup'yŏng-rodonjagu) - سان‌یانگ (산양로동자구، Sanyang-rodonjagu) - سه‌بونگ (세봉로동자구، Sebong-rodonjagu) - گوانگ‌دونگ (광덕로동자구، Kwangdŏng-rodongjagu) - ووبونگ (원봉로동자구، Wŏnbong-rodongjagu) - یانگهونگ (양흥로동자구، Yanghŭng-rodongjagu) - یوپیونگ (유평로동자구، Yup'yŏng-rodongjagu) - یول‌وول‌شیبو‌ایل (۱۵ اکتبر) (10월15일로동자구، yŏl-wŏl-sibo-il-lodongjagu) - روستاها - سانگدام (상담리، Sangdam-ri) - سودو (서두리، Sŏdu-ri) - هوانگ‌تو (황토리، Hwangt'o-ri) - یانگ‌گوک (양곡리، Yanggong-ri) |